# Gosse

Gossen, Darstellung in Lueger, Lexikon der gesamten Technik 1904

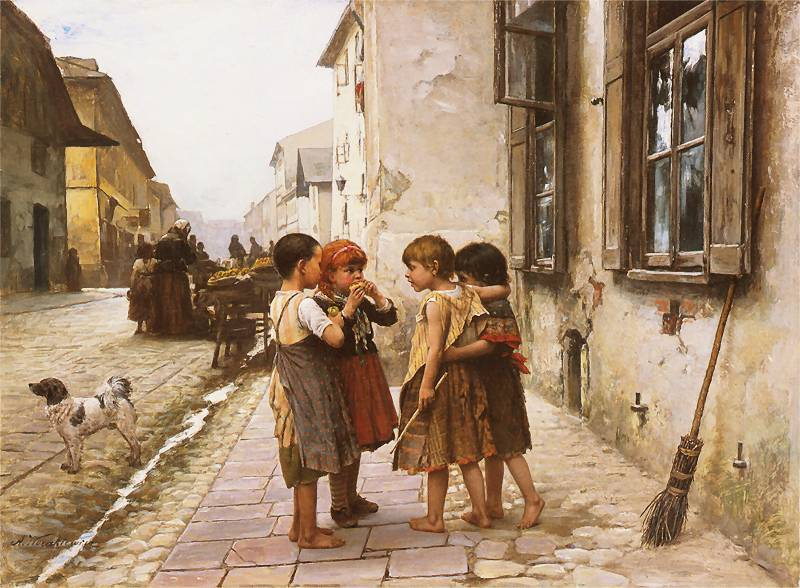
Abbildung einer Gosse im Gemälde Auf der Straße von Antoni Kozakiewicz, 1891/1892

Die Gosse ist ursprünglich die gemauerte, gemuldete Abwasserrinne in der Straßenmitte von mittelalterlichen Städten. Mittels der Gosse wurden alle Formen von Abwasser aus der Stadt herausgespült. Diese Abwasser verursachten Geruchsbelästigungen. Mit dem Wiederaufkommen von unterirdischen Kanalisationen (in der Römerzeit als Cloaca bekannt) im Laufe des 18. und 19. Jh. wurden die Gossen entfernt. Die Stadt Wien war im Jahre 1739 schon vollständig kanalisiert. Das Wort Gosse (als Ableitung zu gießen) ist in der Bedeutung "Straßenrinne" kaum vor Adelung 1775 vorzufinden.
Früher wurde auch die Abflussrinne neben dem Fußweg an einer Straße, ein Rinnstein oder Gully, gegebenenfalls auch ein Ausgussbecken als Gosse bezeichnet, so von Lueger 1904: die „Gossen, gepflasterte Rinnen von 1–1,5 m Breite, wie sie an Straßen angewendet werden, wo der Raum für Seitengräben fehlt (in Ortschaften bei hochliegendem Fußwege) [Fig. 1], in tiefen Einschnitten mit seitlich begrenzenden Stützmauern [Fig. 2]“.
Als Gossenschlitz werden Mauernischen an Häuserfassaden bezeichnet, in denen das Regenfallrohr vom Dach zur Straße so geführt wird, sodass es nicht vor die Baufluchtlinie tritt und am Boden (früher) direkt zur Gosse entwässert wird.

## Aphorismus
Umgangssprachlich ist die Gosse der Ort, wo sich Obdachlose, Kleinkriminelle und verwahrloste Personen sammeln. Jemand ist „in der Gosse zuhause“ oder „kommt aus der Gosse“.

„No, we are all in the gutter, but some of us are looking at the stars.“

„Nein, wir sind alle in der Gosse, aber einige von uns betrachten die Sterne.“